# Beate Rygiert

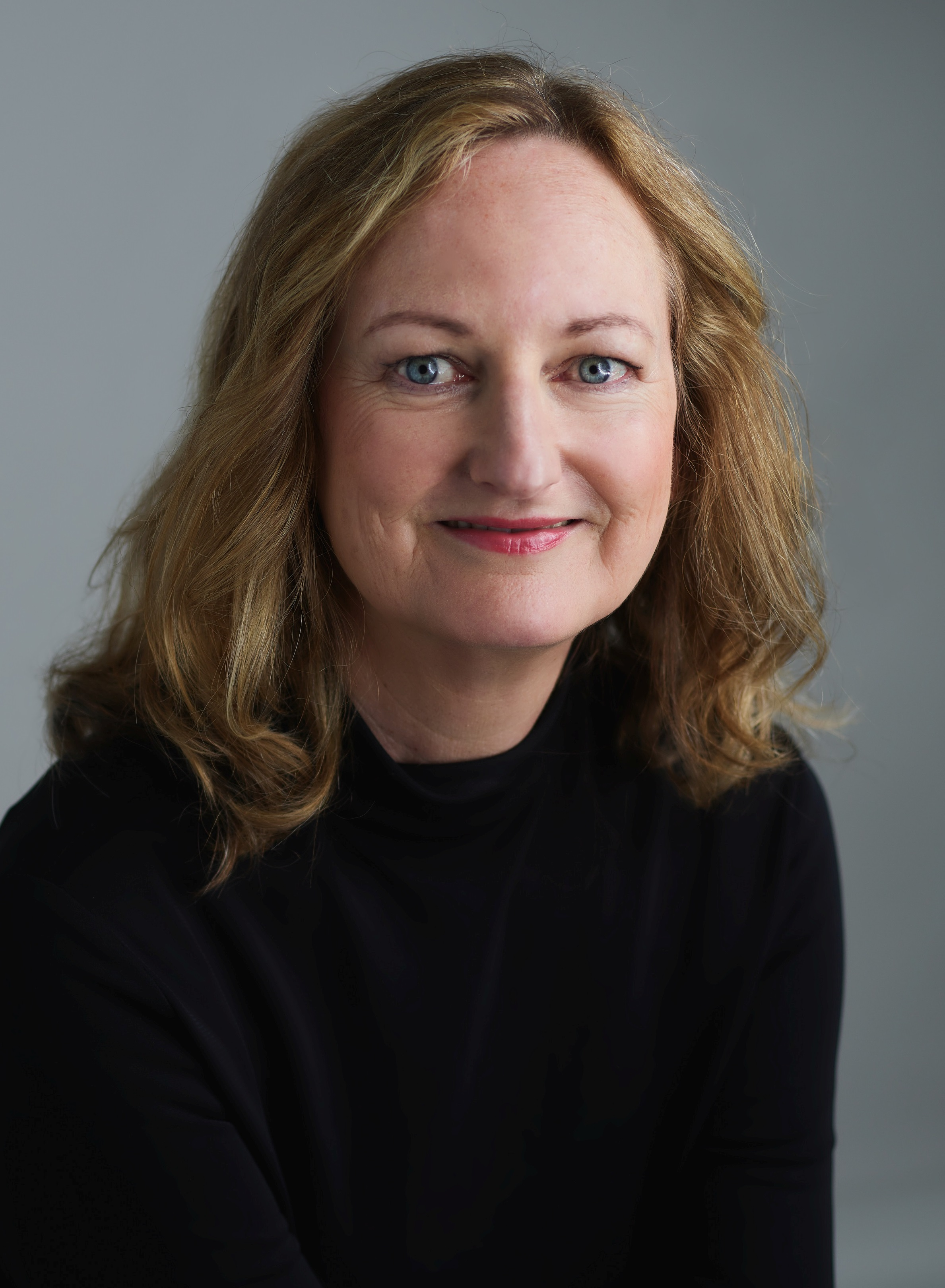
Beate Rygiert

Beate Rygiert (* 21. Oktober 1960 in Tübingen) ist eine deutsche Schriftstellerin, Drehbuchautorin und Regisseurin.

## Leben
Rygiert studierte Theaterwissenschaft, Musikwissenschaft und Italienische Literatur in München und Florenz (Magister-Abschluss), sowie „Film-Making“ an der New York Film Academy. Seit 1993 schreibt sie Romane, Biografien, Memoiren, Drehbücher und arbeitet als Regisseurin für Kurz- und Dokumentarfilme. Seit 2017 veröffentlicht sie auch Romane unter dem Pseudonym Tabea Bach. Sie lebt im Schwarzwald und in Stuttgart. Verheiratet ist sie mit dem Autor Daniel Oliver Bachmann.

## Auszeichnungen/Preise
- 2022 Writer in Residence Bogliasco Foundation, Genua
- 2015: 2. Preis des DELIA Literaturpreis für „Das Lied von der unsterblichen Liebe“
- 2011: Corine-Internationaler Buchpreis für Als ich vom Himmel fiel
- 2010: Stipendiatin der Fundaciòn Valparaiso, Mojacàr, Spanien
- 2009: Writer in Residence in der Artist’s Colony I-Park, East Haddam Connecticut, USA
- 2008: Thomas-Strittmacher-Drehbuchpreis
- 2008: Writer in Residence der Bundanon Artist’s Enclave in Australien
- 2007: Erste Comburgschreiberin der Stadt Schwäbisch Hall
- 2007: Aufenthaltsstipendium in Hawthornden Castle, Schottland
- 2005: Stipendiatin der Heinrich Maria Ledig-Rowohlt-Stiftung im  Chateau de Lavigny, Lausanne, Schweiz
- 2004: Stipendiatin des Centro Studi Ligure in der Villa Pini, Bogliasco, Genua
- 2003: Aufenthaltsstipendium der Ledig-House-Stiftung in Art/Omi, New York, USA
- 2002: Würth-Literaturpreis für die Erzählung Jelenas Augen zum Thema: Enemies – A Love Affaire von Amos Oz und Izzat Ghazzawi
- 1997: Stipendium der Kunststiftung Baden-Württemberg für den Roman Bronjas Erbe
- 1996, 1999, 2001, 2008, 2018: Arbeitsstipendien vom Förderkreis Deutscher Schriftsteller in Baden-Württemberg

## Veröffentlichungen

### Romane
- Das Geheimnis der Mona Lisa, Bastei Lübbe 2023
- Frau von Goethe, Aufbau Verlag 2021
- Die Ullsteinfrauen und das Haus der Bücher, Ullstein Verlag 2021
- Die Pianistin. Clara Schumann und die Musik der Liebe, Aufbau Verlag 2020
- Schäfchensommer, Blanvalet Verlag 2020
- George Sand und die Sprache der Liebe, Aufbau Verlag, September 2019
- Herzensräuber, Blanvalet Verlag, 2017
- Das Lied von der unsterblichen Liebe. Droemer Verlag, 2014, Amazon Publishing 2022
- Perlen der Macht. dotbooks 2014
- Die Eroberung des Himmels. Knaur 2010, be-Heartbeat 2020
- Das Liebesleben der Farne. Droemer 2009
- Der Nomade. Claassen 2006, dotbooks 2013
- Die Fälscherin. Claassen 2001, dotbooks 2013
- Bronjas Erbe. Claassen 2000, unter: Auf den Spuren der Erinnerung, dotbooks 2013

### Biografien
- Weil jeder Atemzug zählt. Mit Barbara und Markus Hänni, adeo Verlag, 2018
- Weglaufen? Geht nicht! Mit Stefanie Ritzmann, Klöpfer & Meyer Verlag, 2018
- Als hätte der Himmel mich vergessen. Mit Amelie Sander, Bastei Lübbe, 2017
- Durch die Wand. Mit Nizaqete Bislimi, Dumont Verlag, 2015
- Die Hartz-IV-Diktatur. Mit Inge Hannemann, Rowohlt Verlag 2015
- Ich werde immer um euch kämpfen. Mit Berit Kessler, Bastei-Lübbe Verlag 2014
- Die Schule der Engel. Mit Waliha Cometti, Goldmann Verlag 2014
- Nicht ohne meine Mutter. Mit Meral Al-Mer, Bastei-Lübbe 2012
- Einfach Mensch. Mit Rosi Gollmann, Kailash 2012
- Lotostochter. Mit Anisha Mörtl, Südwest Verlag 2011
- Löwinnenherz. Mit Sengül Obinger, Herder 2011
- Weiße Nana. Mit Bettina Landgrafe, Knaur 2011
- Als ich vom Himmel fiel. Mit Juliane Koepcke, Malik Verlag 2011
- African Angel. Mit Harriet Bruce-Annan, Lübbe 2009
- Ich lebe weiter selbstbestimmt! Mit Liselotte Vogel, Fackelträger 2009
- Filmstars auf vier Pfoten. Mit Tatjana Zimek, Kosmos 2008

### Drehbücher
- Bronjas Erbe
- Das Orpheus-Projekt

## Filmografie

### Dokumentarfilme
- Amok in Winnenden – das Leben danach. Buch und Regie. 3SAT 2014
- Heilkraft aus der Wüste. Dramaturgie. 3SAT 2004
- Mehr Licht! Dramaturgie. ARTE 2004
- Die Wüsten-Apotheke. Dramaturgie. ARTE 2004
- Auf der Walz. Dramaturgie. ZDF 2003